# Saint-Thomas, Aisne
Saint-Thomas är en kommun i departementet Aisne i regionen Hauts-de-France i norra Frankrike. Kommunen ligger  i kantonen Craonne som ligger i arrondissementet Laon. År 2022 hade Saint-Thomas 72 invånare.

## Befolkningsutveckling
Antalet invånare i kommunen Saint-Thomas
Referens: INSEE